# Podsavezna nogometna liga Rijeka 1965./66.
Podsavezna nogometna liga Rijeka (također i kao Riječka podsavezna liga, Liga Riječkog nogometnog podsaveza) je bila liga četvrtog stupnja nogometnog prvenstva Jugoslavije u sezoni 1965./66. 
 Sudjelovalo je ukupno 14 klubova, a prvak je bio "Vinodol" iz Novog Vinodolskog. 

## Ljestvica
| mj. | klub                       | ut.                        | pob.                       | ner.                       | por.                       | gol+                       | gol-                       | bod                        |
| --- | -------------------------- | -------------------------- | -------------------------- | -------------------------- | -------------------------- | -------------------------- | -------------------------- | -------------------------- |
| 1.  | Vinodol Novi Vinodolski    | 24                         | 18                         | 3                          | 3                          | 93                         | 32                         | 39                         |
| 2.  | Grobničan (Cernik – Čavle) | 24                         | 19                         | 1                          | 4                          | 85                         | 25                         | 39                         |
| 3.  | Borac Bakar                | 24                         | 15                         | 3                          | 6                          | 80                         | 59                         | 30                         |
| 4.  | Lučki radnik Rijeka        | 24                         | 15                         | 2                          | 7                          | 69                         | 41                         | 32                         |
| 5.  | Pomorac Kostrena           | 24                         | 13                         | 4                          | 7                          | 67                         | 35                         | 30                         |
| 6.  | Konstruktor Rijeka         | 24                         | 10                         | 4                          | 10                         | 62                         | 42                         | 24                         |
| 7.  | Draga (Mošćenička Draga)   | 24                         | 11                         | 2                          | 11                         | 51                         | 66                         | 23                         |
| 8.  | Klana                      | 24                         | 10                         | 2                          | 12                         | 59                         | 68                         | 22                         |
| 9.  | Primorje Rijeka            | 24                         | 9                          | 3                          | 12                         | 48                         | 77                         | 21                         |
| 10. | Rikard Benčić Rijeka       | 24                         | 8                          | 3                          | 15                         | 52                         | 67                         | 19                         |
| 11. | Svjetlost Rijeka           | 24                         | 6                          | 1                          | 17                         | 48                         | 83                         | 13                         |
| 12. | Nafta Rijeka               | 24                         | 5                          | 1                          | 18                         | 45                         | 99                         | 11                         |
| 13. | Rječina Dražice            | 24                         | 3                          | 0                          | 21                         | 30                         | 95                         | 6                          |
|     | Lokomotiva II Rijeka       | nastupali van konkurencije | nastupali van konkurencije | nastupali van konkurencije | nastupali van konkurencije | nastupali van konkurencije | nastupali van konkurencije | nastupali van konkurencije |

## Rezultatska križaljka
| kratica | klub                       | BOR | DRA | GRO | KLA | KON | LUR | NAF | POM | PRI | RIB | RJE | SVJ | VIN | LOK |
| --- | -------------------------- | --- | --- | --- | --- | --- | --- | --- | --- | --- | --- | --- | --- | --- | --- |
| BOR | Borac Bakar                |     |     |     |     |     |     |     |     |     |     |     |     |     |     |
| DRA | Draga (Mošćenička Draga)   |     |     |     |     |     |     |     |     |     |     |     |     |     |     |
| GRO | Grobničan (Cernik – Čavle) |     |     |     |     |     |     |     |     |     |     |     |     |     |     |
| KLA | Klana                      |     |     |     |     |     |     |     |     |     |     |     |     |     |     |
| KON | Konstruktor Rijeka         |     |     |     |     |     |     |     |     |     |     |     |     |     |     |
| LUR | Lučki radnik Rijeka        |     |     |     |     |     |     |     |     |     |     |     |     |     |     |
| NAF | Nafta Rijeka               |     |     |     |     |     |     |     |     |     |     |     |     |     |     |
| POM | Pomorac Kostrena           |     |     |     |     |     |     |     |     |     |     |     |     |     |     |
| PRI | Primorje Rijeka            |     |     |     |     |     |     |     |     |     |     |     |     |     |     |
| RIB | Rikard Benčić Rijeka       |     |     |     |     |     |     |     |     |     |     |     |     |     |     |
| RJE | Rječina Dražice            |     |     |     |     |     |     |     |     |     |     |     |     |     |     |
| SVJ | Svjetlost Rijeka           |     |     |     |     |     |     |     |     |     |     |     |     |     |     |
| VIN | Vinodol Novi Vinodolski    |     |     |     |     |     |     |     |     |     |     |     |     |     |     |
| LOK | Lokomotiva II Rijeka       |     |     |     |     |     |     |     |     |     |     |     |     |     |     |
| |                            |     |     |     |     |     |     |     |     |     |     |     |     |     |     |
| podebljan rezultat - utakmice od 1. do 13. kola (1. utakmica između klubova) rezultat normalne debljine - utakmice od 14. do 26. kola (2. utakmica između klubova) rezultat nakošen - nije vidljiv redoslijed odigravanja međusobnih utakmica iz dostupnih izvora rezultat smanjen * - iz dostupnih izvora nije uočljiv domaćin susreta prekrižen rezultat - poništena ili brisana utakmica p - utakmica prekinuta 3:0 p.f. / 0:3 p.f. - rezultat 3:0 bez borbe |                            |     |     |     |     |     |     |     |     |     |     |     |     |     |     |

 Izvori:

## Unutrašnje poveznice
- Riječko-istarska zona 1965./66.